# مثلث تحقیقاتی

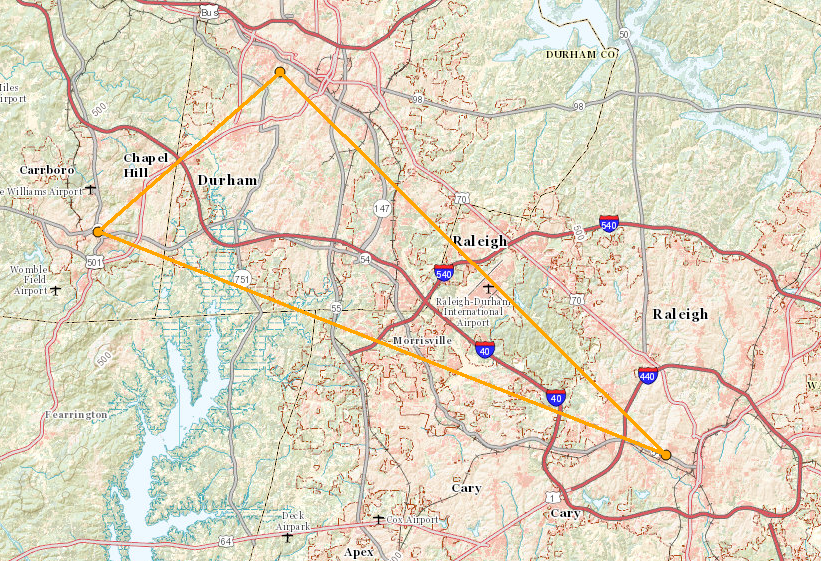
نقشه‌ای از مثلث تحقیقاتی، کارولینای شمالی، موقعیت دانشگاه ایالتی کارولینای شمالی، دانشگاه دوک و دانشگاه کارولینای شمالی در چپل هیل مشخص است

مثلث تحقیقاتی، منطقه‌ای در پیدمونت کارولینای شمالی در ایالات متحده که نقاط مهم آن دانشگاه ایالتی کارولینای شمالی، دانشگاه دوک، دانشگاه کارولینای شمالی در چپل هیل، و شهرهای رالی و دورهام و کری و چپل هیل هستند. بر اساس سرشماری ۲۰۱۳ برآورد جمعیت آن ۲٬۰۳۷٬۴۳۰ نفر بوده و بزرگترین منطقه شهری در ایالت کارولینای شمالی پس از  شارلوت است.